# Sierra de Lema
La Sierra de Lema es una zona montañosa de altiplano con tepuyes, ubicada en el estado Bolívar del sureste de Venezuela.
Los nombres Sierra Rinocote y Sierra Usupamo se han aplicado históricamente a sus porciones este y oeste, respectivamente.

## Geografía
La Sierra de Lema es geológicamente parte del Escudo de Guayana y biogeográficamente parte del Altiplano de Guayana.
Se encuentra al norte de la Gran Sabana y marca la división del drenaje entre las cuencas del río Caroní y del río Cuyuni. Se encuentra en parte dentro de los límites del parque nacional Canaima y abarca varios tepuyes prominentes, incluyendo toda la cadena de Los Testigos y el Macizo de Ptari. El rango de elevación de la Sierra de Lema es de unos 150-1.650 metros sobre el nivel del mar.
La cadena de tepuyes que constituye la Sierra de Lema tiene una anchura de unos 30 kilómetros. Debido a que la toponimia de la región sigue sin resolverse, la longitud declarada de la Sierra de Lema puede variar mucho, dependiendo de la definición que se utilice. Si se consideran sólo las tierras altas que marcan el límite norte de la Gran Sabana, la Sierra de Lema abarca unos 80 km.
La extensión de la sierra supera los 200 km si se incluye toda la cadena que separa las cuencas de drenaje del Caroní y del Cuyuni. Según esta última definición, la Sierra de Lema se extiende desde el Cerro Venamo, al este, hasta la Serranía Supamo y el Cerro Santa Rosa, al oeste, muy cerca de la confluencia de los ríos Paragua y Caroní.

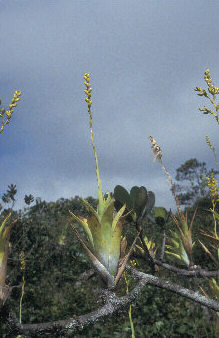
Catopsis berteroniana, planta epífita de la Sierra de Lema.

## Ecología
La sección de bosques primarios de la Sierra de Lema, en la ecorregión de bosques húmedos de Guayanan Highlands, permanece prácticamente intacta. Cubre un área contigua de unos 1.000 km². Se caracteriza por suelos pobres en nutrientes con un pH bajo y un alto contenido de aluminio.
El área de El Mirador ("El Mirador") en la base de la Sierra de Lema exhibe niveles inusualmente altos del radioisótopo Cesio-137, tanto en sus suelos como en la vegetación. Es probable que esto guarde relación con la composición del suelo y las condiciones del bosque nuboso del sitio. El paisaje ondulado y boscoso de La Escalera también forma parte de la Sierra de Lema.

## Geología
La Sierra de Lema está formada por un basamento ígneo - metamórfico sobrepuesto por rocas sedimentarias precámbricas del Grupo Roraima, con intrusiones de diabasas mesozoicas.

### Otras lecturas
- Aymard Corredor, G.A. & E. Sanoja (December 2012). A new species of Ormosia (Leguminosae: Papilionoideae, Sophoreae) from the Guayana Shield, Bolivar State, Venezuela. Harvard Papers in Botany 17(2): 275–279. doi 10.3100/025.017.0206
- Barrio-Amorós, C.L. & W.E. Duellman (2010). Anfibios y reptiles de la Sierra de Lema, Venezuela. Parte I: Anuros de las familias Bufonidae e Hylidae. Reptilia: revista especializada en reptiles, anfibios y artrópodos 82: 26–33.
- Barrio-Amorós, C.L. & W.E. Duellman (2010). Anfibios y reptiles de la Sierra de Lema, Venezuela. Parte II: Anuros de las familias Centrolenidae, Dentrobatidae, Leptodactylidae, Microhylidae y Pipidae. Reptilia: revista especializada en reptiles, anfibios y artrópodos 83: 64–70.
- Barrio-Amorós, C.L. & W.E. Duellman (2010). Anfibios y reptiles de la Sierra de Lema, Venezuela. Parte III: Saurios y quelonios terrestres. Reptilia: revista especializada en reptiles, anfibios y artrópodos 84: 32–38.
- Barrio-Amorós, C.L. & W.E. Duellman (2010). Anfibios y reptiles de la Sierra de Lema, Venezuela. Parte IV: Ofidios. Reptilia: revista especializada en reptiles, anfibios y artrópodos 85: 55–61.
- Barrio-Amorós, C.L., C. Brewer-Carías & O. Fuentes-Ramos (31 April 2011). Aproximación preliminar a la herpetocenosis de un bosque pluvial en la sección occidental de la Sierra de Lema, Guayana Venezolana. Revista de Ecología Latinoamericana 16(1): 1–46.
- Brewer-Carías, C. (2007). La Sierra de Lema. Fundación Wonken, Caracas.
- De Marmels, J. (1983). The Odonata of the region of Mount Auyantepui and the Sierra de Lema, in Venezuelan Guyana. 3. Additions to the families Gomphidae, Aeshnidae and Corduliidae, with description of Progomphus racenisi spec. nov.. Odonatologica 12(1): 1–13.
- Durán Rangel, C. (2001). Estructura y composición florística de los bosques de Sierra de Lema, con especial énfasis en Pourouma bolivarensis C.C. Berg. Internship report, Universidad de los Andes, Mérida.
- Durán Rangel, C. & A. Reif (February 2006). Cloud forest gap structure in Sierra de Lema, Gran Sabana, Venezuela. In: I Congreso Internacional de Biodiversidad del Escudo Guayanés: Programa y Libro de Resúmenes. (enlace roto disponible en Internet Archive; véase el historial, la primera versión y la última). Universidad Nacional Experimental de Guayana, Puerto Ordaz. p. 99.
- Echagaray, M. & L. Aguirre (2003). Dinámica y crecimiento en bosques en un gradiente climático desde Sierra de Lema hasta la Gran Sabana. Una red de parcelas permanentes. Degree thesis, Universidad Nacional Experimental de Guayana, Puerto Ordaz.
- Hernández, L. (2005). Crecimiento diamétrico de árboles en bosques a lo largo de un gradiente climático entre Sierra de Lema y la Gran Sabana: resultados preliminares. Saber, supplement 17: 213–214.
- Hernández, L. & J. Ortíz (2004). Avances del estudio sobre dinámica de bosques a lo largo de un gradiente climático entre Sierra de Lema y la Gran Sabana. In: Memorias IV Congreso Forestal Venezolano: Bosque Vida y Desarrollo. Ministerio del Ambiente y de los Recursos Naturales, Barinas.
- Hernández, L., E. Sanoja, L. Salazar, H. Durán & M. Echagaray (February 2006). Monitoreo de comunidades boscosas a lo largo de un gradiente climático al sudeste de la Guayana Venezolana. [Forest community monitoring along a climatic gradient in the southeast of the Venezuelan Guayana.] In: I Congreso Internacional de Biodiversidad del Escudo Guayanés: Programa y Libro de Resúmenes. (enlace roto disponible en Internet Archive; véase el historial, la primera versión y la última). Universidad Nacional Experimental de Guayana, Puerto Ordaz. p. 93.
- Hernández, L. & H. Castellanos (November 2006). Crecimiento diamétrico arbóreo en bosques de Sierra de Lema, Guayana Venezolana: primeras evaluaciones. [Tree diameter growth in forests at Sierra de Lema, Venezuelan Guayana: initial evaluations.] Interciencia 31(11): 779–786.
- Hernández, L., E. Sanoja, C. Durán, J. Ayala, J. Ortíz, L. Salazar, M. Echagaray, N. Dezzeo, W. Meier, L. Aguirre, P Rodríguez, J.C. González, L. Delgado, G. Rodríguez & H. Castellanos (2011). Estudio a largo plazo de la dinámica de bosques en un gradiente altitudinal al sudeste de la Guayana Venezolana. (enlace roto disponible en Internet Archive; véase el historial, la primera versión y la última). BioLlania Edición Especial 10: 63–73.
- Keller, R. (February 2006). Identifying trees of the Sierra de Lema (State of Bolívar) by means of bark characteristics and using a laptop computer application. In: I Congreso Internacional de Biodiversidad del Escudo Guayanés: Programa y Libro de Resúmenes. (enlace roto disponible en Internet Archive; véase el historial, la primera versión y la última). Universidad Nacional Experimental de Guayana, Puerto Ordaz. pp. 140–141.
- Lew, D. & R. Pérez-Hernández (2004) ['2003']. Una nueva especie del género Monodelphis (Didelphimorphia: Didelphidae) de la Sierra de Lema, Venezuela. [A new species of the genus Monodelphis (Didelphimorphia: Didelphidae) from Sierra de Lema, Venezuela.] Memoria de la Fundación La Salle de Ciencias Naturales 159–160: 7–25.
- Machado-Allison, A., B. Chernoff, R. Royero-León, F. Mago-Leccia, J. Velázquez, C. Lasso, H. López-Rojas, A. Bonilla-Rivero, F. Provenzano & C. Silvera (January–February 2000). Ictiofauna de la cuenca del Río Cuyuní en Venezuela. Interciencia 25(1): 13–21.
- Méndez, S. (2006). Caracterización anatómica de la madera, con fines de análisis dendrocronológico de 8 especies provenientes de un bosque húmedo premontano alto ubicado en la parte alta de La Escalera, Sierra de Lema, Estado Bolívar. Internship report, Universidad Nacional Experimental de Guayana, Puerto Ordaz.
- Mujica, N. (2007). Determinación de la densidad de madera de especies arbóreas un bosque nublado de La escalera (Sierra de Lema). Degree thesis, Universidad Nacional Experimental de Guayana, Puerto Ordaz.
- Ortíz G., J.C. (November 2002). Ensayo de técnicas dendrocronológicas en los géneros tachigali y terminalia en bosques semideciduos y siempre-verdes de tierras bajas entre el Dorado y Sierra de Lema, Estado Bolívar. Degree thesis, Universidad Nacional Experimental de Guayana, Puerto Ordaz.
- Ortiz, J., E. Sanoja & S. Méndez (February 2006). Caracterización anatómica de 8 especies con fines de análisis dendrocronológico del bosque húmedo premontano alto ubicado en la parte alta de Sierra de Lema, Estado Bolívar. [Anatomical characterization of 8 species with the intention of dendrochronological analysis of a high premontan humid forest in the upper Sierra de Lema, State of Bolívar.] In: I Congreso Internacional de Biodiversidad del Escudo Guayanés: Programa y Libro de Resúmenes. (enlace roto disponible en Internet Archive; véase el historial, la primera versión y la última). Universidad Nacional Experimental de Guayana, Puerto Ordaz. p. 207.
- Rácenis, J. (May–August 1968). Los odonatos de la región del Auyantepui y de la Sierra de Lema, en la Guayana Venezolana. 1. Superfamilia Agrionoidea. Memoria de la Sociedad de Ciencias Naturales La Salle 28(80): 151–176.
- Rácenis, J. (1970). Los odonatos de la región del Auyantepui y de la Sierra de Lema, en la Guayana Venezolana. 2. Las familias Gomphidae, Aeshnidae y Corduliidae. Acta Biologica Venezuelica 7(1): 23–39.
- Rodríguez, P. (February 2008). Inventario dendrológico de bosques a lo largo de un gradiente altitudinal en La Escalera, Sierra de Lema. Degree thesis, Universidad Nacional Experimental de Guayana, Puerto Ordaz.
- Sanoja, E. (2004). Diagnosis y observaciones sobre la biología de Catostemma lemense, nueva Bombacaceae de Venezuela. [Diagnosis and observations on the biology of Catostemma lemense, new Bombacaceae of Venezuela.] Acta Botánica Venezuelica 27(2): 83–94.
- Sanoja, E. (2008). Caracterización fisonómica y dendrológica de bosques montanos en La Escalera, Sierra de Lema, Estado Bolívar. Promotion research study, Universidad Nacional Experimental de Guayana, Puerto Ordaz.
- Sanoja, E., L. Hernández, B. Holst, W. Díaz, M. Calzadilla & L. Salazar (February 2006). Estado actual del conocimiento dedrotaxonómico de los bosques premontanos de La Escalera, Sierra de Lema, Estado Bolívar - Venezuela. [Actual status of dedrotaxonomic knowledge of La Escalera premontan forests, Sierra de Lema, State of Bolívar - Venezuela.] In: I Congreso Internacional de Biodiversidad del Escudo Guayanés: Programa y Libro de Resúmenes. (enlace roto disponible en Internet Archive; véase el historial, la primera versión y la última). Universidad Nacional Experimental de Guayana, Puerto Ordaz. pp. 139–140.
- Sanoja, E. (June 2009). Lista dendrológica de los bosques montanos de La Escalera, Sierra de Lema, Estado Bolívar, Venezuela. [Dendrological list of montane forests of La Escalera, Sierra de Lema, Bolivar State, Venezuela.] Acta Botánica Venezuelica 32(1): 79–111.
- Sanoja, E. (December 2009). Nueva especie de Zanthoxylum L. (Rutaceae) de Sierra de Lema, Estado Bolívar, Venezuela. [A new species of Zanthoxylum L. (Rutaceae) from Sierra de Lema, Bolívar state, Venezuela.] Acta Botánica Venezuelica 32(2): 303–310.
- Steyermark, J.A., S. Nilsson & collaborators (1962). Botanical novelties in the region of Sierra de Lema, Estado Bolívar, Venezuela – I. Boletín de la Sociedad Venezolana de Ciencias Naturales 23(101): 59–95.
- Steyermark, J.A. (1966). Botanical novelties in the region of Sierra de Lema, Estado Bolívar, Venezuela – III. Boletín de la Sociedad Venezolana de Ciencias Naturales 26(110): 411–452.